# Arocatus longiceps

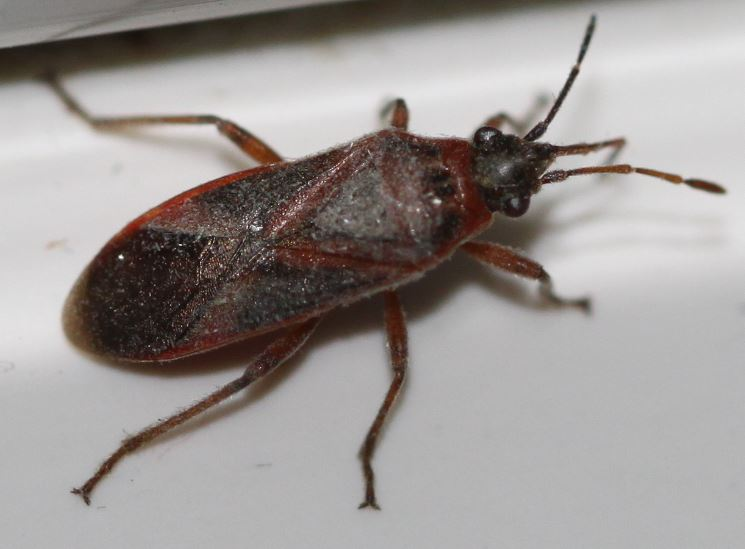
Arocatus longiceps

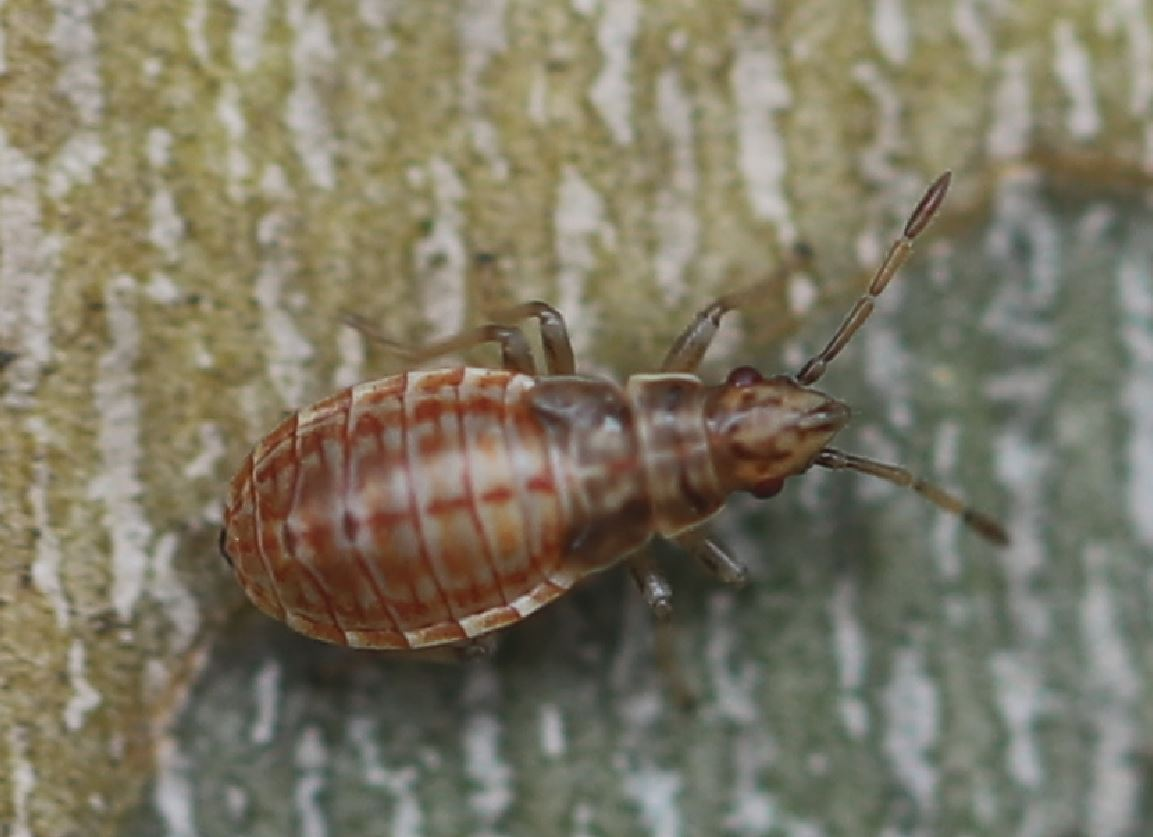
Reife Nymphe

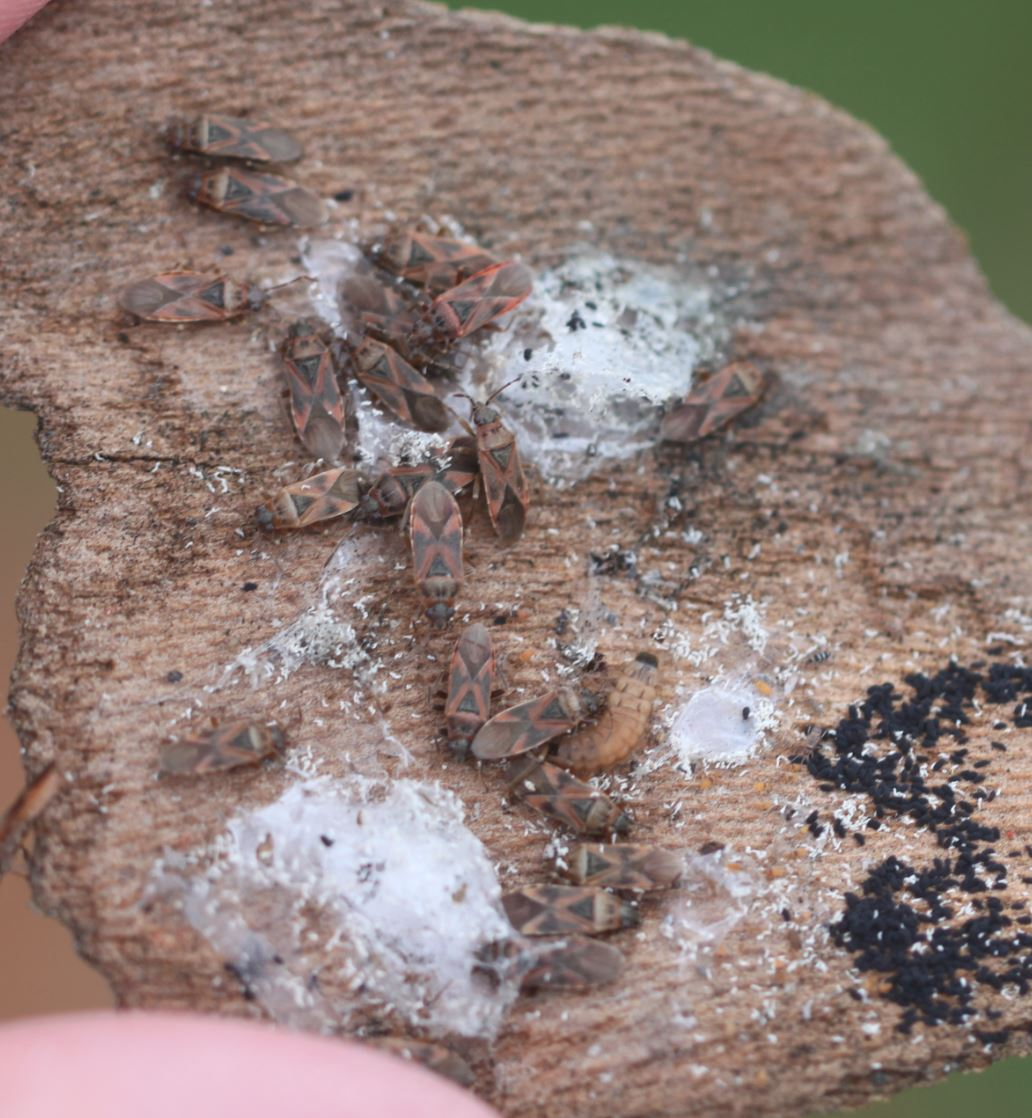
Überwinternde Wanzen unter der Rinde einer Platane

Arocatus longiceps, auch Platanen-Bodenwanze genannt, ist eine Wanze aus der Familie der Bodenwanzen (Lygaeidae).

## Merkmale
Die Wanzen werden 5,5 bis 6,6 Millimeter lang. Die rot und schwarz gefärbten Tiere sind mit der nah verwandten Art Arocatus roeselii verwechselbar, die sich nur in Feinheiten unterscheidet. Es besteht auch eine gewisse Ähnlichkeit mit der Zimtwanze (Corizus hyoscyami), die jedoch viel kräftiger gefärbt ist.

## Verbreitung und Lebensraum
Die Art ist vom Kaukasus über Kleinasien und Südeuropa bis in den Süden Mitteleuropas verbreitet. Sie tritt jedoch zunehmend auch weiter nördlich auf. In der Steiermark wurde sie erstmals 1995 gefunden, mittlerweile ist sie in ganz Österreich nachgewiesen, aber nur im Osten häufig. Auch in Deutschland, in Tschechien und Ungarn ist die Art mittlerweile heimisch. In Deutschland ist sie aus Bayern, Nordrhein-Westfalen, Sachsen, Sachsen-Anhalt, Niedersachsen, Berlin und Brandenburg nachgewiesen. Seit 2007 ist sie auch aus Großbritannien dokumentiert.

## Lebensweise
Die Tiere leben an Morgenländischer Platane (Platanus orientalis) und ihren Hybriden, kommen aber auch auf Linden (Tila), Hainbuchen (Carpinus), Ahornen (Acer) und Kastanien (Castanea) vor. Die Paarung erfolgt im Mai; die Imagines der neuen Generation treten dann schon im Juni auf. In günstigen Jahren entwickeln sich bis Oktober Imagines einer zweiten Generation. Zur Überwinterung finden die Tiere auch in Wohnungen. Gewöhnlich findet die Überwinterung in größeren Ansammlungen unter der Rinde von Platanen statt.